# 15663 Periphas
15663 Periphas eller 4168 T-2 är en trojansk asteroid i Jupiters lagrangepunkt L4. Den upptäcktes 29 september 1973 av den nederländsk-amerikanske astronomen Tom Gehrels och det nederländska astronomparet Ingrid van Houten-Groeneveld och Cornelis Johannes van Houten vid Palomar-observatoriet. Den är uppkallad efter Periphas i den grekiska mytologin.
Asteroiden har en diameter på ungefär 36 kilometer.